# 鲍勃·皮克
罗伯特·M·皮克（1927年5月30日—1992年8月1日）昵称“鲍勃”，是美国的一位商业画家。他的诸多开创性作品影响了现代电影海报的发展。
他还曾为《时代》、《电视指南》和《运动画刊》绘制封面。他还曾绘制过广告作品以及邮票。